# Classique des Alpes juniors
La Classique des Alpes juniors est une course cycliste française créée en 1995 qui se déroule au mois de juin.  C'est la version jeunes de l'ex épreuve professionnelle Classique des Alpes. Elle met aux prises uniquement des coureurs juniors (17/18 ans) et compte pour le Challenge National Juniors, classement par points sur quatre épreuves. Elle a été organisée par Amaury Sport Organisation, la société qui organise le Tour de France de 1995 à 2011. Souhaitant se concentrer sur son développement international, ASO a cédé l'organisation au Comité Rhône Alpes de cyclisme en 2012, qui lui-même a délégué l'épreuve à l'organisateur du Rhône-Alpes Isère Tour (internationale UCI classe 2.2), le COTNI.
L'édition 2020 est annulée en raison de la pandémie de coronavirus.

## Palmarès

### Palmarès par année
| Année | Vainqueur              | Deuxième               | Troisième                |        |
| ----- | ---------------------- | ---------------------- | ------------------------ | ------ |
| 1995  | Grégory Lapalud        | Peter Pouly            | Jean-Pierre Cizeron      |        |
| 1996  | Loïc Lamouller         | David Derepas          | Fabrice Parent           |        |
| 1997  | Roel Egelmeers         | Xavier Pache           | Frédéric Arnaud          |        |
| 1998  | Julien Laidoun         | Coen Loos              | Régis Lhuillier          |        |
| 1999  | Pieter Weening         | Olivier Cambet         | Peter Mölhmann           |        |
| 2000  | Mickaël Malle          | Niels Scheuneman       | Olivier Bonnaire         |        |
| 2001  | Marc de Maar           | Niels Scheuneman       | Mathieu Perget           |        |
| 2002  | Florian Vachon         | Gianni Meersman        | Lars Boom                |        |
| 2003  | Julien Loubet          | Lars Boom              | Andy Schleck             |        |
| 2004  | Pieter Jacobs          | Maxime Bouet           | Julien Guay              |        |
| 2005  | Alexandr Pliuschin     | Ben Gastauer           | Pieter Vanspeybrouck     |        |
| 2006  | Jan Ghyselinck         | Sylvain Métais         | Lorenz Lambrechts        |        |
| 2007  | Fabien Taillefer       | Fréderic Lagache       | Thomas Bonnin            |        |
| 2008  | Johan Le Bon           | Niek van Geffen        | Fabien Brochard          |        |
| 2009  | Tim Wellens            | Warren Barguil         | Zico Waeytens            |        |
| 2010  | Alexis Dulin           | Maxime Le Lavandier    | Mathieu Le Lavandier     |        |
| 2011  | Pierre Latour          | Adrien Legros          | Pierre-Henri Lecuisinier |        |
| 2012  | Dorian Lebrat          | Nans Peters            | François Drouet          |        |
| 2013  | Aurélien Paret-Peintre | Rémi Aubert            | Rémy Rochas              |        |
| 2014  | Rémy Rochas            | David Gaudu            | Jérémy Defaye            |        |
| 2015  | Sofiane Merignat       | Simon Guglielmi        | Quentin Grolleau         |        |
| 2016  | Nicolas Malle          | Enzo Faloci            | Émile Brenans            |        |
| 2017  | Maxim Van Gils         | Théo Delacroix         | Alexandre Balmer         |        |
| 2018  | Eliott Pierre          | Valentin Paret-Peintre | Aloïs Charrin            |        |
| 2019  | Valentin Paret-Peintre | Lars Boven             | Jhon Alonso              |        |
| 2020  | annulé                 | annulé                 | annulé                   | annulé |
| 2021  | Cian Uijtdebroeks      | Luis-Joe Lührs         | Lenny Martinez           |        |
| 2022  | Max van der Meulen     | Léo Bisiaux            | Paul Magnier             |        |
| 2023  | Jarno Widar            | Paul Seixas            | Milan Donie              |        |
| 2024  | Paul Seixas            | Adrià Pericas          | Jurgen Zomermaand        |        |
| 2025  | Anatol Friedl          | Johan Blanc            | Roberto Capello          |        |

### Podiums par nation
| Classement | Pays       | Vainqueur | Deuxième | Troisième | Total |
| ---------- | ---------- | --------- | -------- | --------- | ----- |
| 1          | France     | 18        | 19       | 19        | 56    |
| 2          | Belgique   | 6         | 1        | 4         | 11    |
| 3          | Pays-Bas   | 4         | 6        | 3         | 13    |
| 4          | Autriche   | 1         | -        | -         | 1     |
| 4          | Moldavie   | 1         | -        | -         | 1     |
| 6          | Luxembourg | -         | 1        | 1         | 2     |
| 6          | Suisse     | -         | 1        | 1         | 2     |
| 8          | Italie     | -         | 1        | 1         | 2     |
| 9          | Allemagne  | -         | 1        | -         | 1     |
| 10         | Colombie   | -         | -        | 1         | 1     |